# Kathaleeya McIntosh
Kathaleeya McIntosh (tiếng Thái: คัทลียา แมคอินทอช; nghệ danh là Mam; sinh ngày 10 tháng 11 năm 1972 tại Bangkok, Thái Lan) là nữ diễn viên Thái Lan, được mệnh danh là Công chúa showbiz. Cô là nữ diễn viên chính trong nhiều giải Lakorns Thái Lan trong thập niên 1990-2000 bao gồm Wanjai Thái Lan, Khwamsongcham Mai Hua Jai Derm và Yak Yud Tawan Wai Thi Plai Fa. Wanjai Thailand ("Sweet Darling of Thailand"), Khwamsongcham Mai Hua Jai Derm ("New Memory but Same Old Heart"), and Yak Yud Tawan Wai Thi Plai Fa ("Yearning to Stop the Sun at the Horizon"). Cô còn là MC talkshow Samakhom Chomdao.
Mam mang hai dòng máu: mẹ là người Thái và bố là người Scottland. Cô còn có anh trai, Willy McIntosh, cũng là một diễn viên nổi tiếng. McIntosh bắt đầu nghề người mẫu ở tuổi 15. Cô tốt nghiệp trường đại học Assumption với bằng cử nhân Nghệ thuật chuyên ngành ngoại ngữ.

## Phim đã tham gia

### Phim truyền hình
| Năm  | Phim                                                           | Vai                                     | Đóng với              | Đài    |
| ---- | -------------------------------------------------------------- | --------------------------------------- | --------------------- | ------ |
| 1994 | Peur Ter Chỉ vì yêu em                                         | Antika Atsawathin / "Ahn"               | Saksit Tangtong       | CH5    |
| 1995 | Yark Yood Tawan Wai Tee Plai Fah Công chúa và vệ sĩ            | Jaoying Napatsarawadee / Napatsorn      | Saksit Tangtong       | CH5    |
| 1997 | Ruen Mayura                                                    | Nok Young                               | Chatchai Plengpanich  | CH3    |
| 1997 | Rak Tae Kae Kob Fah                                            | Pangrum / "Pang"                        | Saksit Tangtong       | CH3    |
| 1998 | Chai Mai Jing Ying Tae Nhân cách trong em                      | Sarin Mungman / "Rin" / Saranya / "Zin" | Sanya Kunakorn        | CH3    |
| 1998 | Kwam Song Jum Mai Huajai Derm                                  | Wan / Kaopat                            | Thongchai McIntyre    | CH5    |
| 2000 | Kao Waan Hai Noo Pen Sai Lub Cô dâu gián điệp của tôi          | Suam                                    | Puntakarn Thongjure   | CH3    |
| 2000 | Dok Kaew Karabuning                                            | Công chúa Karabuning / "Dokkaeo"        | Tanakorn Posayanon    | CH3    |
| 2000 | Muang Maya Sóng gió hậu trường                                 | Pawida Thipitip / "Da"                  | Shahkrit Yamnam       | CH5    |
| 2001 | Nee Ruk                                                        | Treenuch "Nuch"                         | Saharat Sangkapreecha | CH5    |
| 2002 | Tok Kra Dai Hua Jai Ploy Jone Đều là lỗi của tình yêu          | Roikaew                                 | Jesdaporn Pholdee     | CH3    |
| 2002 | Single House Gang Unregulated                                  | Alisa                                   |                       | CH3    |
| 2004 | Wan Jai Thailand                                               | Wahn                                    | Sornram Teppitak      | CH3    |
| 2007 | Pluerk Sanaeha                                                 | Palisa / "Pann"                         | Nawat Kulrattanarak   | CH5    |
| 2008 | Trab Sin Dind Fah                                              | Soi                                     | Yuranunt Pamornmontri | CH5    |
| 2014 | Pror Mee Tur Vì anh yêu em                                     | Kao                                     | Saksit Tangtong       | OneHD  |
| 2015 | Plub Plerng See Chompoo                                        | Công chúa Keeratisophon (khách mời)     | Jakkrit Ammarat       | CH3    |
| 2018 | Muang Maya Live The Series: Bunlung Maya                       | Pawida Thipitip / "Da"                  |                       | OneHD  |
| 2018 | The Crown Princess Duyên trời định / Yêu anh là điều không thể | Công chúa Natalie (mẹ công chúa Alice)  |                       | CH3    |
| 2018 | Wimarn Jor Ngern Thiên đường giả                               | Orawan Ratsameerungroj                  | Saksit Tangtong       | OneHD  |
| 2018 | In Family We Trust Biến cố gia tộc                             | Patsorn Suriyapairoj                    | Pollawat Manuprasert  | OneHD  |
| 2019 | Phatu Kat Huynh đệ tương tàn                                   | Lampao                                  |                       | OneHD  |
| 2019 | One Year 365: Wan Ban Chun Ban Tur                             | Mook                                    | Sanya Kunakorn        | LineTV |
| 2020 | Deja Vu Trở về ngày yêu ấy                                     | Thần nước                               |                       | OneHD  |
| 2021 | Maya Sanaeha Ảo ảnh tình yêu                                   | Jintana                                 |                       | CH3    |
| 2021 | Help Me Khun Pee Chuay Duay Cứu tôi! Ôi ma ơi                  | Cherdchai                               | Songsit Rungnopakunsi | CH3    |
| 2022 | Sanaeha Saree Saree Yêu Dấu                                    | Hoàng hậu Sasiraipai                    | Pollawat Manuprasert  | OneHD  |
|      | Sarp Sorn Rak                                                  |                                         |                       | CH3    |
|      | The Three GentleBros                                           | Pimpattra                               |                       | GMM25  |

### Phim điện ảnh
| Năm  | Phim                                                     | Vai      | Đóng với                                                                            |
| ---- | -------------------------------------------------------- | -------- | ----------------------------------------------------------------------------------- |
| 2020 | Ay Khon Lo Luwang (The Con-Heartist) Lừa đểu gặp lừa đảo | Nongnuch | Nadech Kugimiya, Pimchanok Leuwisedpaiboon, Thiti Mahayotaruk, Pongsatorn Jongwilas |

## Xuất hiện trên truyền hình
- Samakhom Chomdao
- Thailand's Got Talent (mùa 6)

## Khác
- Ambassador of Peace for Children and Youth of UNICEF, United Nations.[6]
- Assistant Sales Manager of Lucks (666) Company Ltd., Production of Saranae Show
- Producer of Saranae Show, I SEE YOU, and almost every shows of Lucks 666.